# Flughafen Braunschweig-Wolfsburg
Flughafen Braunschweig-Wolfsburg, også benævnt Braunschweig Airport (IATA: BWE, ICAO: EDVE), er en regional lufthavn nord for byen Braunschweig, i delstaten Niedersachsen, Tyskland. Der er 24 km til Wolfsburg fra lufthavnen.

## Historie
Lufthavnen blev etableret i 1934 som et offentligt alternativ til Luftwaffes Flugplatz Broitzem som var placeret i den vestlige del af byen.
Den 18. maj 1936 landede det første passagerfly. Det var et Heinkel He 70 fra tyske Lufthansa. Selskabet startede ruter til Berlin, Halle og Hannover. Disse ruter bestod indtil starten af 2. verdenskrig. Efter krigen har der ikke været drevet regulær rutetrafik fra lufthavnen.
Der har altid været drevet business- og taxiflyvninger fra lufthavnen, ligesom Deutsches Zentrum für Luft- und Raumfahrt har fløjet med deres specielle forskningsfly. Især bilfabrikanten Volkswagen benytter lufthavnen meget, og har placeret hovedbasen for deres eget flyselskab Volkswagen Air Service her.
I flere år havde der været diskussioner om en forlængelse af landingsbanen med 500-700 meter. Brugerne af lufthavnen havde brug for en større bane, da de var begyndt at anvende både Airbus A319 og A-320 som de ikke kunne udnytte optimalt. Lokale protester kulminerede i januar 2007 med at der blev anlagt sag ved domstolene, da man ikke mente at der var hjemmel i loven for udvidelsen. Men i maj 2009 bestemte den øverste domstol i Lüneburg at udvidelsen af lufthavnen var lovlig og at banen skulle udvides med 620 meter til 2300 meter. Hele opgraderingen vil koster 38 millioner €, hvoraf EU betaler 40% af beløbet.
Der er ingen nuværende planer om at genoptage almindelig rutetrafik fra Flughafen Braunschweig-Wolfsburg.